# Halicyclops canui
Halicyclops canui – gatunek widłonoga z rodziny Halicyclopidae. Nazwa naukowa tych skorupiaków została opublikowana w 1941 roku przez szwedzkiego zoologa Knuta Lindberga.